# 伊勢貞行
伊勢 貞行（いせ さだゆき）は、室町時代前期の武将。室町幕府政所執事。第3代将軍・足利義満の側近。

## 生涯
父は伊勢貞信。最初は足利義満に近侍し、帯刀などを務めた。明徳2年/元中8年（1391年）に政所執事に任命され、明徳4年（1393年）11月に義満の嫡子・足利義持の矢開の儀で惣奉行を務めた。
応永年間に入ると大御所となった義満は毎年1月4日に貞行の屋敷で風呂に入るようになり、以後は恒例の行事となる。応永8年（1401年）に出家して吉野に隠居する。応永17年（1410年）7月5日に死去。享年53。

## 伊勢貞行が登場する作品
テレビドラマ
- 土曜プレミアム『一休さん』（2012年6月30日、フジテレビ） -　演：山崎銀之丞）